# Enemy Territory: Quake Wars
Das Computerspiel Enemy Territory: Quake Wars (auch Quake Wars, kurz: ET:QW) ist der Nachfolger des kostenlosen Ego-Shooters Wolfenstein: Enemy Territory, spielt jedoch in dem gleichen Universum wie Quake II und Quake 4. Das Gameplay ist dabei an Wolfenstein: Enemy Territory angelehnt, allerdings gibt es in Enemy Territory: Quake Wars zusätzlich Land- und Luftfahrzeuge. Des Weiteren ist Enemy Territory: Quake Wars im Gegensatz zu Wolfenstein: Enemy Territory nicht kostenlos. Das Computerspiel wurde von Splash Damage für Windows XP und Windows Vista entwickelt, wobei eine modifizierte Version der Doom-3-Engine (id tech 4), sowie die MegaTexture-Technik zum Einsatz kommt.

## Versionen und Plattformen
Den herunterladbaren Patch und die Demo für Linux hat wie üblich id-Software-Programmierer Timothee Besset selbst erstellt. Aspyr Media hat eine Version für macOS veröffentlicht, Nerve Software übernahm die Entwicklung für die Xbox 360 und Z-Axis die Entwicklung für die PlayStation 3. Von der PC-Version wird auch eine kostenfreie Demo angeboten, mit der eine der zwölf Spielkarten auch online mit anderen Demo-Spielern gespielt werden kann. Außer über DVD wird Quake Wars für PC weltweit auch über Steam vertrieben.

## Spielinhalt
Enemy Territory: Quake Wars ist ein klassenbasiertes Spiel. Es gibt zwei Teams: Die GDF (Global Defence Force), die für die Menschheit kämpft und die Strogg, eine außerirdische Macht, die versucht, die Erde zu invadieren. Auf beiden Seiten gibt es jeweils fünf Klassen, die unterschiedliche Aufgaben erfüllen und teilweise unterschiedliche Waffen besitzen.
Um zu gewinnen, müssen beide Teams bestimmte Missionen erfüllen. Dabei befindet sich immer ein Team in der Lage des Angreifers, das andere Team dementsprechend in der Lage des Verteidigers. Hat ein Team alle Hauptmissionen einer Map erfolgreich beendet, hat dieses Team gewonnen. Neben den Hauptmissionen gibt es außerdem Nebenmissionen, wie z. B. das Sprengen von Toren, die es einem Team einfacher machen, zu gewinnen. Während des Spiels können sich Spieler neue Missionen durch Drücken der Taste M zuordnen lassen und durchblättern.
Punkte (in Quake Wars auch XP genannt, vom englischen Begriff experience point, "Erfahrungspunkt") bekommt man für das Erfüllen von Missionen, das Austeilen von Schaden oder das effektive Benutzen seiner Klassenfertigkeiten. Mit XP werden zusätzliche Upgrades in vier Kategorien freigeschaltet: Für die momentan gespielte Klasse, leichte Waffen, Fahrzeuge und Battlesense (Effektivität des Handels auf dem Schlachtfeld). Die Upgrades gehen nach dem Ende des Spiels (bzw. der Kampagne) verloren. Die gesammelten XP werden für jeden Spieler online gespeichert.

## Unterschiede zwischen GDF und Strogg
Der Aufbau der beiden Teams ist vom Grundsatz her gleich, allerdings unterscheiden sie sich auch in einigen Punkten.

### Ausrüstung und Lebensenergie
Die GDF benutzt Medikits und Munitionspackungen, die von Medics bzw. Field Ops verteilt werden.
Die Strogg verwenden einen Stoff namens "Stroyent", der sowohl als Lebensenergie als auch als Munition dient. Sie können (mit einem gewissen Malus) Lebensenergie und Munition beliebig hin und her verwandeln. Stroyent kann während des Kampfes nur von Technicians wieder aufgefüllt werden.
Zwar benutzen die GDF und die Strogg prinzipiell die gleichen Waffen, allerdings gibt es einen Hauptunterschied bei der Verwendung der Waffen. Die GDF haben eine begrenzte Anzahl an Munition bei sich und müssen ihre Waffen nachladen. Die Strogg müssen nicht nachladen, allerdings überhitzen die Waffen bei Dauerfeuer.
Ähnlich verhält es sich bei den Fahrzeugen, die die Teams zur Verfügung haben. Die Fahrzeuge der Strogg sind hochtechnisierter als die der GDF. Sie sind besser gepanzert und bieten mehr Flexibilität. Allerdings fehlen den Strogg reine Transportvehikel. So hat die GDF etwa einen Armadillo-Jeep oder einen Bumblebee-Transporthubschrauber.

### Klassen
Alle Klassen sind für die jeweilige Seite essenziell. Zwar sind vom Prinzip her die Klassen auf beiden Seiten identisch, allerdings unterscheiden sie sich etwa in der Bewaffnung (die Strogg verwenden futuristische Plasma- oder Laserwaffen, die GDF konventionelle Waffen) und in der Namensgebung der Ausrüstung.
Soldier (GDF)/Aggressor (Strogg)
Der Soldier bzw. Aggressor besitzt von allen Klassen die meisten Trefferpunkte und kann sich als Einziger mit schweren Waffen (Raketenwerfer und Maschinengewehr) ausrüsten. So kann er auch gegen gepanzerte Fahrzeuge und Flugzeuge größeren Schaden anrichten. Außerdem ist er in der Lage, Missionen zu erfüllen, bei denen es erforderlich ist, eine Sprengladung anzubringen.
Medic/Technician
Der Medic der GDF kann seine Teammitglieder heilen und mithilfe seines Defibrillators sofort wiederbeleben. Außerdem kann er eine Versorgungskiste anfordern, an der sich GDF-Soldaten heilen und aufmunitionieren können. Der Strogg Technician kann mit Hilfe von sog. Stroyent Cells ebenfalls seine Teammitglieder heilen, gleichzeitig dienen die Stroyent Cells auch als Munitionsversorgung. Der Technician kann mit seinem Stroyent Tool bewusstlose Strogg-Soldaten wiederbeleben, was jedoch einige Sekunden dauert, wodurch der Technician stärker der Gefahr ausgesetzt ist, selbst angeschossen zu werden. Das Stroyent Tool kann des Weiteren auch dazu benutzt werden, bewusstlosen GDF-Soldaten Stroyent zu injizieren, wodurch diese zu Wirten ("Spawn Hosts") werden. Dies ermöglicht einem Strogg-Soldaten, an genau dieser Stelle zu spawnen. Medics können diese Spawn Hosts jedoch mit ihrem Defibrillator zerstören, wobei der ehemalige GDF-Soldat allerdings nicht wiederbelebt wird.
Engineer/Constructor
Diese Klasse kann verschiedene Geschütze (Deployables) anfordern (Anti-Personen-Geschütz, Anti-Fahrzeug-Geschütz, Anti-Artillerie-Geschütz), Minen legen, Fahrzeuge und Geschütze reparieren, sowie bestimmte Missionen, etwa das Bauen von Brücken oder Türmen, erfüllen. Er ist auch fähig, gegnerische Sprengladungen zu entschärfen.
Field Ops/Oppressor
Beide Klassen können verschiedene Artilleriegeschütze anfordern, die indirekte, offensive Angriffe ausführen. Die Artillery Cannon/Rail Howitzer feuern eine Reihe von Geschossen, die zufällig im Großraum des gewählten Gebiets aufschlagen. Hammer Launcher/Dark Matter Cannon verursachen eine einzige große Explosion im Zielgebiet und die Rocket Artillery/Plasma Mortar können auf Fahrzeuge und Geschütze aufgeschaltet werden, sodass sie ihr Ziel automatisch verfolgen. Jedoch können diese durch ein Anti-Artillerie-Geschütz des Engineers oder Constructors aufgehalten werden. Nicht aufgehalten werden kann der Airstrike des Field Ops bzw. der Violator des Oppressors, die ebenfalls großflächigen Schaden anrichten, allerdings von dem jeweiligen Soldaten sehr nah am Zielgebiet mithilfe eines Zielmarkierers angefordert werden müssen, wodurch der Field Ops/Oppressor stärker feindlichem Feuer ausgesetzt sein kann.
Covert Ops/Infiltrator
Der Covert Ops bzw. Infiltrator kann gegnerische Geschütze und Radare hacken, wodurch diese für 60 Sekunden deaktiviert werden, bei weiterem Hacken der Geschütze verlieren sie 50 % ihrer Lebenspunkte (damit sind sie ohne Reparatur dauerhaft defekt). Mithilfe seiner EMP-/Scrambler-Granaten ist er zusätzlich in der Lage, gegnerische Fahrzeuge oder Deployables für 30 Sekunden zu deaktivieren. Beide können die Identität eines gefallenen Gegners annehmen, was es ihnen ermöglicht, sich sehr einfach in die gegnerische Basis zu schleichen, da auch Anti-Personen-Geschütze die Tarnung nicht erkennen. Der Covert Ops bzw. Infiltrator kann im Kampfgeschehen zusätzlich ein Weitraum-Radar positionieren. Der Covert Ops verfügt über eine Rauchgaskartusche zur Verschleierung und eine Kamera mit Sprengladung, der Infiltrator besitzt einen Kurzstreckenteleporter und eine sprengbare ferngesteuerte Flugdrohne.

## Karten
Es gibt insgesamt 12 spielbare Karten, wobei die GDF sieben Mal das angreifende Team ist. Es sind pro Karte zwischen drei und vier Aufgaben zu erfüllen, die meist nur von einer bestimmten Klasse bewältigt werden können. Die Karten Sewer und Valley konnten bereits in den öffentlichen Betaversionen von ETQW gespielt werden. Es gehören jeweils drei Karten zu einer Kampagne:
- Nordamerika-Kampagne: Valley, Outskirts und Area 22
- Pazifik-Kampagne: Canyon, Sewer und Volcano
- Afrika-Kampagne: Refinery, Slipgate und Island
- Nord-Europa-Kampagne: Quarry, The Ark und Salvage

## Spielmodi
Quake Wars beinhaltet insgesamt drei Spielmodi:
- Objective: Gespielt wird eine Karte. Erfüllt das angreifende Team alle Missionen, hat es gewonnen. Wird mindestens eine Mission nicht erfüllt, gewinnt das verteidigende Team. Nachdem ein Team gewonnen hat, werden gesammelte Erfahrungspunkte (XP) wieder zurückgesetzt.
- Campaign: Es werden alle drei Karten einer Kampagne hintereinander gespielt. Es gibt wie bei Objective auf jeder Karte einen Gewinner, wobei der Gesamtsieg an das Team geht, welches die meisten Karten gewonnen hat. Gesammelte XP der einzelnen Spieler bleiben über die komplette Kampagne hinweg erhalten und werden erst nach dem Spielen aller drei Karten wieder zurückgesetzt.
- Stopwatch: Eine Karte wird zweimal hintereinander gespielt, wobei die Spieler des angreifenden und verteidigenden Teams nach der ersten Runde wechseln. Schließlich gewinnt das Team, das alle Missionen der Karte am schnellsten erfüllt. Schafft es kein Team, alle Missionen zu erfüllen, endet die Map unentschieden.

## Entwicklung
Quake Wars verwendet die Id Tech 4 Engine, die durch Unterstützung von MegaTextures aufgewertet wurde.

## Wertungen
Die Durchschnittswertung der deutschsprachigen Magazine liegt bei 83 %.

### Zeitschriften
- GameStar: 79 % – „Fazit: Actiongeladene Online-Ballerei ohne Teamgefühl.“[4]
- PC Action: 9 von 10 – „Für mich ist Enemy Territory: Quake Wars die neue Mehrspieler-Genrereferenz!“[5]
- PC PowerPlay: 90 % – „Auch wenn eine richtige Revolution ausbleibt: Quake Wars legt die Messlatte im Bereich der Team-Shooter verdammt hoch.“[6]

### Online-Magazine
- 4Players: 77 % – „Ein spaßiger, schneller Shooter, der unglücklich zwei Spielvarianten zu verbinden versucht.“[7]
- EuroGamer.net: 8 von 10[8]
- GamePro US: 90 % und Editor’s Choice Award[9]
- Games Radar US: 90 %[10]
- GameSpot: 8,5 von 10 – „Quake Wars' strong shooting model and focused objectives make it a lot of fun to play.“[11]
- Gameswelt.de: 83 % – „Wer also ein neues 'Battlefield' im 'Quake'-Gewand erwartet, wird wohl enttäuscht sein. Wer jedoch auf rasante Gefechte ohne Kompromisse steht, sollte zuschlagen“[12]